# Marusza (województwo kujawsko-pomorskie)
Marusza – osada w Polsce, w województwie kujawsko-pomorskim, w powiecie grudziądzkim, w gminie Grudziądz.

## Podział administracyjny
W latach 1975–1998 osada administracyjnie należała do województwa toruńskiego.

## Demografia
Według Narodowego Spisu Powszechnego (III 2011 r.) osada liczyła 200 mieszkańców. Jest osiemnastą co do wielkości miejscowością gminy Grudziądz.

## Obiekty zabytkowe
Znajduje się tu dwór z roku 1861, z zabytkowym parkiem krajobrazowym, wzniesiony przez rodzinę Mehrleinów. W dwudziestoleciu międzywojennym dwór należał do rodziny Donimirskich.

## Złoża solankowe
Geotermia Marusza to zalążek uzdrowiska. W Maruszy wydobywane są solanki o parametrach na poziomie najlepszych złóż w Europie. Odkrycie termalnych wód solankowych wiązało się z prowadzonymi tu dawniej poszukiwaniami gazu i ropy naftowej. Wydobywana z głębokości 1630 m solanka o temperaturze 40 stopni wykorzystywana jest do zabiegów balneologicznych. W celu inhalacji aerozolem z naturalnej solanki, bogatej m.in. w jod i brom, zbudowano w miejscowości piramidę z tężnią solankową.